# Capillitium

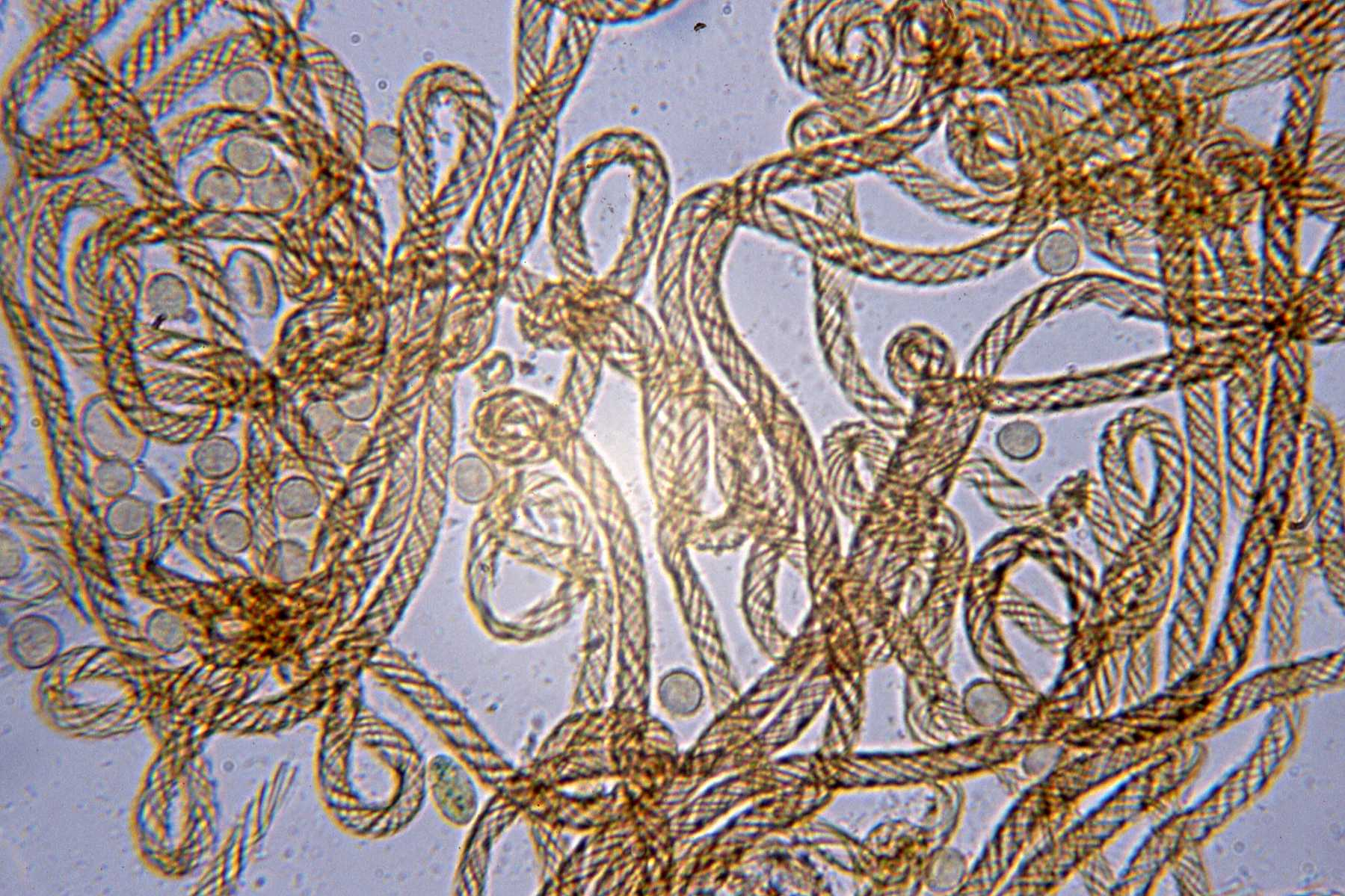
Capillitium des Schleimpilzes Hemitrichia calyculata

Das Capillitium (aus lateinisch: capillus = Haar) bezeichnet in der Mykologie die Gesamtheit des Haar- und Fadensystems im Innern eines Sporenbehälters. Sind nur einzelne Fäden vorhanden, werden diese als Elateren bezeichnet.
Meist wird der Begriff für das aus dickwandigen, haarähnlichen, aus Hyphen bestehende Fäden der Gleba von Bauchpilzen verwendet. Dabei wird zwischen dem Capillitium vom Bovista- oder Lycoperdon-Typ unterschieden. Beim Bovista-Typ besteht das Capillitium aus Fadenflocken mit einem derben, sich in immer dünner werdende Fasern verzweigendem Hauptstrang. Der Hauptstamm ist meist dicker als 10 µm. Demgegenüber besteht der Lycoperdon-Typ aus einem zusammenhängenden Geflecht ohne deutlichen Hauptstamm. 
Als Paracapillitium bezeichnet man dünnwandige, farblose, regelmäßig septierte Hyphen. Man findet sie bei Stäublingen unter mikroskopischer Vergrößerung neben den normalen, dickwandigen Capillitium. 
Der Begriff Capillitium wird auch für die Gesamtheit der nichtzellularen Fäden im Inneren der Sporenbehälter der Myxomyceten verwendet. Dieses ist glatt oder besitzt eine oft charakteristische Skulptur. Spiralartig um die Peripherie der Fasern verlaufende Strukturen werden als Spiralleisten bezeichnet. Arten mit auffälligem Capillitium befinden sich beispielsweise in den Gattungen Trichia und Arcyria, bei denen das Geflecht bei Reife oft über die Dimensionen der ursprünglich geschlossenen Sporenkapseln hinaus expandiert.